# Río Sesia
El río Sesia es un corto río del norte de Italia, un afluente de la margen izquierda del río Po que fluye de norte a sur principalmente a través de la región del Piamonte (provincias de Vercelli, Novara y Alessandria) y un corto tramo por Lombardía (provincia de Pavia). Tiene una longitud de 138 km y drena una cuenca de 3051 km².
Nace de los hielos del monte Rosa, desciende lentamente el verde valle de Valsesia, recibiendo el agua de numerosos torrentes: el Artogna, el Egua, el Mastallone o el Sessera. Su principal tributario es el río Cervo.
Particularmente apto para la actividad canoística, en 2001 el río fue sede de los campeonatos europeos de kayak y en 2002 de los campeonatos mundiales y alberga diversas escuelas de canoa.